# YOU-kIのパレード
「YOU-kIのパレード」（ユウキのパレード）は、X21の5枚目のシングル。2015年9月23日にavex traxから発売された。楽曲のセンターポジションは吉本実憂。

## 背景とリリース
前作「Xギフト」から約10か月ぶりとなる、2015年最初のシングル。CD+DVD盤、CD盤、イベント会場限定盤CD2種の計4形態で発売。
本作は、発売初週のオリコンランキングで10位圏外、もしくは初週売上が1万枚に満たない場合、2015年内でアーティスト活動を無期限停止するというミッションが課せられた。また、5位以上もしくは2万枚以上のセールスに達した場合は、メンバー国内慰安旅行&ファン同行ツアー開催、3位以上もしくは5万枚以上のセールスに達した場合は、メンバー海外慰安旅行&ファン同行ツアー開催となる。
「YOU-kIのパレード」選抜メンバーは12人で、「ハッピーアプリ」「Xギフト」と同じメンバー。

## チャート成績
2015年10月5日付のオリコン週間ランキングで初週1.2万枚を売り上げ、初登場5位を獲得した。これにより、売り上げ枚数、ランキング共に最高成績を更新し、前述のミッションのうち2つを達成し、グループとしての活動を継続、国内慰安旅行&ファン同行ツアー実施となった。

## シングル収録トラック

### CD+DVD盤
| #         | タイトル                            | 作詞      | 作曲         | 編曲      | 時間  |
| --------- | ----------------------------------- | --------- | ------------ | --------- | ----- |
| 1.        | 「YOU-kIのパレード」                | 森雪之丞  | 桑谷実沙     | ats-      | 4:35  |
| 2.        | 「心配エブリディ」                  | 森雪之丞  | 八重樫ゆう一 | あらケン  | 4:47  |
| 3.        | 「YOU-kIのパレード (Instrumental)」 |           | 桑谷実沙     | ats-      | 4:35  |
| 4.        | 「心配エブリディ (Instrumental)」   |           | 八重樫ゆう一 | あらケン  | 4:44  |
| 合計時間: | 合計時間:                           | 合計時間: | 合計時間:    | 合計時間: | 18:42 |

| #  | タイトル                                       | 作詞 | 作曲・編曲 |
| -- | ---------------------------------------------- | ---- | ---------- |
| 1. | 「YOU-kIのパレード (MUSIC VIDEO)」             |      |            |
| 2. | 「YOU-kIのパレード (MUSIC VIDEOオフショット)」 |      |            |

### CD盤
| #         | タイトル                            | 作詞         | 作曲         | 編曲      | 時間  |
| --------- | ----------------------------------- | ------------ | ------------ | --------- | ----- |
| 1.        | 「YOU-kIのパレード」                | 森雪之丞     | 桑谷実沙     | ats-      | 4:35  |
| 2.        | 「心配エブリディ」                  | 森雪之丞     | 八重樫ゆう一 | あらケン  | 4:47  |
| 3.        | 「ワクワク☆WALKIN'」                | KAJI KATSURA | B Room       | B Room    | 3:41  |
| 4.        | 「YOU-kIのパレード (Instrumental)」 |              | 桑谷実沙     | ats-      | 4:35  |
| 5.        | 「心配エブリディ (Instrumental)」   |              | 八重樫ゆう一 | あらケン  | 4:44  |
| 6.        | 「ワクワク☆WALKIN' (Instrumental)」 |              | B Room       | B Room    | 3:37  |
| 合計時間: | 合計時間:                           | 合計時間:    | 合計時間:    | 合計時間: | 26:02 |

## 選抜メンバー
| - 泉川実穂 - 松田莉奈 - 吉本実憂 - 籠谷さくら | - 田中珠里 - 長尾真実 - 井頭愛海 - 白鳥羽純 | - 上水口萌乃香 - 山木コハル - 末永真唯 - 小澤奈々花 |